# Kommunalvalen i Sverige 1973
Kommunalvalen i Sverige 1973 genomfördes söndagen den 16 september 1973. Vid detta val valdes kommunfullmäktige för mandatperioden 1973–1976 i samtliga 278 kommuner. I början av nästa år skedde många kommunsammanslagningar och kommunreformen 1971 var alltså nästan färdig.

## Valresultat
| Parti                | Parti                        | Röster            | Röster | Röster | Mandatfördelning | Mandatfördelning |
| Parti                | Parti                        | Antal             | %      | +− %   | Antal            | +−               |
| -------------------- | ---------------------------- | ----------------- | ------ | ------ | ---------------- | ---------------- |
|                      | Socialdemokraterna           | 2 217 615         | 43,2   | -2,1   | 5 786            | -2 277           |
|                      | Centerpartiet                | 1 216 291         | 23,7   | +4,9   | 3 609            | -986             |
|                      | Moderata samlingspartiet     | 713 476           | 13,9   | +2,1   | 1 599            | -348             |
|                      | Folkpartiet                  | 532 562           | 10,4   | -5,7   | 1 232            | -1 187           |
|                      | Vänsterpartiet kommunisterna | 264 314           | 5,1    | +0,7   | 549              | -6               |
|                      | Kristen demokratisk samling  | 106 355           | 2,1    | +0,3   | 250              | -36              |
|                      | Övriga partier               | 87 151            | 1,7    | —      | 211              | —                |
| Antal giltiga röster | Antal giltiga röster         | 5 137 764         | 100,0  |        | 13 236           | -5 091           |
| Ogiltiga röster      | Ogiltiga röster              | 10 611            |        |        |                  |                  |
| Totalt               | Totalt                       | 5 148 375 (90,5%) |        |        |                  |                  |

### Övriga partier
(Som fick mandat i flera kommuner)
- Frihetliga Kommunalfolket, 14 platser